# Rawa Mazowiecka (comune rurale)
Rawa Mazowiecka è un comune rurale polacco del distretto di Rawa, nel voivodato di Łódź.
Ricopre una superficie di 163,98 km² e nel 2004 contava 8 550 abitanti.
Il capoluogo è Rawa Mazowiecka, che non fa parte del territorio ma costituisce un comune a sé.